# Вошберн (Північна Дакота)
Вошберн (англ. Washburn) — місто (англ. city) в США, в окрузі Маклейн штату Північна Дакота. Населення — 1300 осіб (2020).

## Географія
Вошберн розташований за координатами 47°17′40″ пн. ш. 101°1′43″ зх. д. / 47.29444° пн. ш. 101.02861° зх. д. (47.294399, -101.028650).  За даними Бюро перепису населення США в 2010 році місто мало площу 4,89 км², з яких 4,65 км² — суходіл та 0,24 км² — водойми. В 2017 році площа становила 5,17 км², з яких 4,90 км² — суходіл та 0,27 км² — водойми.

### Клімат
Місто знаходиться у зоні, котра характеризується вологим континентальним кліматом з теплим літом. Найтепліший місяць — липень із середньою температурою 22.2 °C (72 °F). Найхолодніший місяць — січень, із середньою температурою -12.2 °С (10 °F).
| Клімат Вошберна         | Клімат Вошберна | Клімат Вошберна | Клімат Вошберна | Клімат Вошберна | Клімат Вошберна | Клімат Вошберна | Клімат Вошберна | Клімат Вошберна | Клімат Вошберна | Клімат Вошберна | Клімат Вошберна | Клімат Вошберна | Клімат Вошберна |
| Показник                | Січ.            | Лют.            | Бер.            | Квіт.           | Трав.           | Черв.           | Лип.            | Серп.           | Вер.            | Жовт.           | Лист.           | Груд.           | Рік             |
| Абсолютний максимум, °C | 14              | 20              | 28              | 33              | 38              | 40              | 46              | 41              | 40              | 33              | 22              | 18              | 46              |
| Середній максимум, °C   | −6              | −3              | 2               | 13              | 20              | 24              | 29              | 28              | 22              | 15              | 3               | −2              | 12              |
| Середня температура, °C | −12             | −9              | −3              | 6               | 13              | 17              | 22              | 20              | 14              | 8               | −2              | −7              | 6               |
| Середній мінімум, °C    | −15             | −15             | −9              | 0               | 6               | 11              | 15              | 13              | 7               | 1               | −7              | −13             | 0               |
| Абсолютний мінімум, °C  | −40             | −42             | −40             | −22             | −12             | −3              | 0               | −2              | −8              | −23             | −32             | −36             | −42             |
| Норма опадів, мм        | 0               | 10              | 10              | 20              | 50              | 90              | 60              | 40              | 30              | 20              | 10              | 0               | 390             |
| Днів з дощем            | 1               | 1               | 1               | 3               | 5               | 6               | 4               | 3               | 2               | 2               | 1               | 1               | 35              |
| Вологість повітря, %    | 74              | 76              | 76              | 62              | 59              | 64              | 62              | 60              | 63              | 63              | 72              | 76              | 67              |
| ----------------------- | --------------- | --------------- | --------------- | --------------- | --------------- | --------------- | --------------- | --------------- | --------------- | --------------- | --------------- | --------------- | --------------- |
| Джерело: Weatherbase    |                 |                 |                 |                 |                 |                 |                 |                 |                 |                 |                 |                 |                 |

## Демографія
Згідно з переписом 2010 року, у місті мешкало 1246 осіб у 551 домогосподарстві у складі 369 родин. Густота населення становила 255 осіб/км².  Було 661 помешкання (135/км²).
Расовий склад населення:
| - 98,0 % — білих - 0,6 % — корінних американців - 0,1 % — чорних або афроамериканців |

До двох чи більше рас належало 0,9 %. Частка іспаномовних становила 1,1 % від усіх жителів.
За віковим діапазоном населення розподілялося таким чином: 21,7 % — особи молодші 18 років, 62,6 % — особи у віці 18—64 років, 15,7 % — особи у віці 65 років та старші. Медіана віку мешканця становила 46,2 року. На 100 осіб жіночої статі у місті припадало 105,3 чоловіків;  на 100 жінок у віці від 18 років та старших — 106,8 чоловіків також старших 18 років.
Середній дохід на одне домашнє господарство  становив 83 951 долар США (медіана — 64 583), а середній дохід на одну сім'ю — 99 962 долари (медіана — 79 038). Медіана доходів становила 56 313 долари для чоловіків та 40 919 доларів для жінок. За межею бідності перебувало 5,4 % осіб, у тому числі 6,8 % дітей у віці до 18 років та 8,0 % осіб у віці 65 років та старших.
Цивільне працевлаштоване населення становило 786 осіб. Основні галузі зайнятості: освіта, охорона здоров'я та соціальна допомога — 18,8 %, сільське господарство, лісництво, риболовля — 14,2 %, транспорт — 9,7 %, будівництво — 8,5 %.